# Aumeville-Lestre
Aumeville-Lestre é uma comuna francesa na região administrativa da Normandia, no departamento Mancha. Estende-se por uma área de 2,44 km². Em 2010 a comuna tinha 115 habitantes (densidade: 47,1 hab./km²).